# Burg Baldingen
Die Burg Baldingen ist eine abgegangene mittelalterliche Burg auf dem Gebiet der Gemeinde Zurzach im Kanton Aargau.

## Geschichte
Über die Burg selbst ist so gut wie nichts bekannt. Das Geschlecht derer «von Baldingen», dessen Vertreter Heini von Baldingen im Jahre 1317 in einer Urkunde genannt wird, war ein Ministerialengeschlecht der Habsburger. Sie müssen in Baldingen eine kleine Burg gehabt haben. Deren Lage ist allerdings bis heute unbekannt.